# ایوان چیچمانتش
ایوان چیچمانتش (انگلیسی: Ivan Čičmanec؛ زادهٔ ۲۱ اوت ۱۹۴۲) مترجم، نویسنده، مقاله نویس و شاعر اهل اسلواکی است.